# Buzinkay család
A Buzinkay család XVII. századi eredetű magyar nemesi család. Az Abaúj vármegyei Buzinka községtől nyerte a nevét. A család tagjai több vármegyében láttak el hivatalokat, voltak református lelkészek.

## A család története
Nagy Iván (1857) szerint: „Bizonyos az, hogy a Buzinkay család legközelebbi törzse Buzinkay Mihály 1656-ban sárospataki, utóbb gyulafehérvári tanár volt”. A neves genealógus megjegyzi: „Azonban ha mégis okiratokban e név régebben Bozinkay-nak is iratott volna, úgy e család ősei közé lehetne számítanunk azon Bozinkay Mátét, kinek Abauj vármegyében Ujlakon hű szolgálatiért egy jobbágy-udvart (curiam colonicalem) örökösen beirt 1571-ben Filpessy Ferencz”. 1550-ben Buzinkay Máté szolgabíró Abaúj vármegyében.

## Híresebb tagjaik
- Buzinkai Mihály (1620–1683) református tanár
- Buzinkai György (~1700–1768) Debrecen főorvosa
- Buzinkay Géza (1941–) történész, pedagógus, könyvtáros
- Buzinkay György (1989–) politikus, a Momentum elnökségi tagja; Buzinkay Géza fia[2][3]